# Haarflügelfledermaus
Die Haarflügelfledermaus (Harpiocephalus harpia) ist eine Fledermaus in der Unterfamilie der Röhrennasenfledermäuse, die in Südostasien vorkommt.

## Taxonomie
Zur Anzahl der Arten in der Gattung Harpiocephalus gibt es unterschiedliche Auffassungen. Ein 1923 von Oldfield Thomas anhand eines Weibchens beschriebenes Taxon wurde anfänglich als Unterart der Haarflügelfledermaus eingestuft. Verschiedene zoologische Studien in den 1990er und Anfang der 2000er Jahre erkannten das von Thomas eingeführte Taxon als Art an. Diese erhielt den Namen „Große Haarflügelfledermaus“ (Harpiocephalus mordax), während alle anderen Populationen als „Kleine Haarflügelfledermaus“ (Harpiocephalus harpia) gelistet wurden. Weitere Untersuchungen von Matveev (2005) bzw. von Matveev und Csorba (2007) erhärteten dagegen die Auffassung, dass die Gattung Harpiocephalus monotypisch ist und Harpiocephalus mordax ein Juniorsynonym darstellt. Die neueste Version der Roten Liste der IUCN enthält nur die Haarflügelfledermaus.

## Merkmale
Die Art ist mit einer Kopfrumpflänge von 55 bis 75 mm, einer Schwanzlänge von 37 bis 55 mm sowie einem Gewicht von 12 bis 23 g eine der größeren Röhrennasenfledermäuse. Sie hat 44 bis 51 mm lange Unterarme, 10 bis 14 mm lange Hinterfüße und 15 bis 18 mm lange Ohren. Wie der deutsche Name andeutet sind die Flügel nahe am Rumpf, die Schwanzflughaut, die Unterarme sowie die Beine mit Haaren bedeckt. Die Ohren sind dagegen fast nackt. Das dicke und wollige Fell hat auf der Oberseite meist eine leuchtend orange Farbe, wobei auch kastanienbraune oder rotbraune Farbtöne mit leichtem Grauanteil vorkommen. Die Unterseite ist mit hellbraun-grauem Fell bedeckt. Wie bei den anderen Vertretern der Unterfamilie besteht die Nase aus kurzen Röhren. Das Gebiss ist durch kräftige Eckzähne sowie robuste Backenzähne mit abgerundeten Kuppen gekennzeichnet.

## Verbreitung und Lebensweise
Die Haarflügelfledermaus kommt mit mehreren disjunkten Populationen im Süden und Südosten Asiens vor. Sie erreicht im Westen Indien und Nepal, im Norden Südost-China und Taiwan, im Süden Java sowie im Osten die Molukken.
Das Verhalten der Haarflügelfledermaus ist wenig erforscht. Sie konnte in verschiedenartigen Wäldern im Flachland sowie im Hügelland registriert werden. Als Ruheplatz dienen vermutlich Baumkronen, Baumhöhlen oder andere Vegetationsformen. Beobachtungen in Felshöhlen sind nicht bekannt. Aufgrund des Gebisses wird angenommen, dass sie sich von Insekten ernährt.

## Status
Vermutlich nimmt der Gesamtbestand aufgrund von Waldrodungen ab. Die IUCN nimmt weiterhin an, dass die Haarflügelfledermaus eine große Population hat. Sie wird auch aufgrund ihres weiten Verbreitungsgebietes als nicht gefährdet (Least Concern) gelistet.